# Megaselia exquisita
Megaselia exquisita är en tvåvingeart som beskrevs av Borgmeier 1962. Megaselia exquisita ingår i släktet Megaselia och familjen puckelflugor. Inga underarter finns listade i Catalogue of Life.